# Samoa Americana nos Jogos Olímpicos de Verão de 1996
Samoa Americana participou dos Jogos Olímpicos de Verão de 1996, realizados em Atlanta, nos Estados Unidos. 
Foi a terceira aparição do território nos Jogos Olímpicos e esteve representado por sete atletas, sendo seis homens e uma mulher, que competiram em cinco esportes.

## Competidores
Esta foi a participação por modalidade nesta edição:
| Esporte        | Masculino | Feminino | Total |
| -------------- | --------- | -------- | ----- |
| Atletismo      | 1         | 1        | 2     |
| Boxe           | 1         | 0        | 1     |
| Halterofilismo | 1         | 0        | 1     |
| Lutas          | 1         | 0        | 1     |
| Vela           | 2         | 0        | 2     |
| Total          | 6         | 1        | 7     |

## Desempenho

### Atletismo
Masculino
Eventos de campo
| Atleta         | Evento            | Eliminatórias | Eliminatórias | Final       | Final       | Ref.  |
| Atleta         | Evento            | Marca         | Pos.          | Marca       | Pos.        | Ref.  |
| -------------- | ----------------- | ------------- | ------------- | ----------- | ----------- | ----- |
| Anthony Leiato | Arremesso de peso | 13.02         | 34º           | Não avançou | Não avançou | [ 3 ] |

Feminino
Eventos de campo
| Atleta        | Evento            | Eliminatórias | Eliminatórias | Final       | Final       | Ref.  |
| Atleta        | Evento            | Marca         | Pos.          | Marca       | Pos.        | Ref.  |
| ------------- | ----------------- | ------------- | ------------- | ----------- | ----------- | ----- |
| Lisa Misipeka | Arremesso de peso | 13.74         | 25º           | Não avançou | Não avançou | [ 4 ] |

### Boxe
| Atleta         | Evento     | Fase de 32           | Oitavas de final     | Quartas de final     | Semifinal            | Final                | Final       | Ref.  |
| Atleta         | Evento     | Adversário Resultado | Adversário Resultado | Adversário Resultado | Adversário Resultado | Adversário Resultado | Pos.        | Ref.  |
| -------------- | ---------- | -------------------- | -------------------- | -------------------- | -------------------- | -------------------- | ----------- | ----- |
| Maselino Masoe | Supermédio | TUN Marmouri D 8–11  | Não avançou          | Não avançou          | Não avançou          | Não avançou          | Não avançou | [ 5 ] |

### Halterofilismo
Masculino
| Atleta     | Evento | Arranco | Arranco | Arremesso | Arremesso | Total | Pos. | Ref.  |
| Atleta     | Evento | Result. | Pos.    | Result.   | Pos.      | Total | Pos. | Ref.  |
| ---------- | ------ | ------- | ------- | --------- | --------- | ----- | ---- | ----- |
| Eric Brown | –91 kg | 150     | 22º     | 180       | =21º      | 330   | 22º  | [ 6 ] |

### Lutas
Masculino
| Atleta        | Evento       | Rodada 1               | Rodada 2             | Quartas de final     | Semifinal            | Repescagem 2–6       | Final                | Final       | Ref.  |
| Atleta        | Evento       | Adversário Resultado   | Adversário Resultado | Adversário Resultado | Adversário Resultado | Adversário Resultado | Adversário Resultado | Pos.        | Ref.  |
| ------------- | ------------ | ---------------------- | -------------------- | -------------------- | -------------------- | -------------------- | -------------------- | ----------- | ----- |
| Louis Purcell | Livre −90 kg | LTU Pauliukonis D 0–11 | Não avançou          | Não avançou          | Não avançou          | BUL Baev D 0–4 (F)   | Não avançou          | Não avançou | [ 7 ] |

### Vela
Masculino
| Atleta                         | Evento | Regatas | Regatas | Regatas | Regatas | Regatas | Regatas | Regatas | Regatas | Regatas | Regatas | Pontos | Pos. | Ref.  |
| Atleta                         | Evento | 1       | 2       | 3       | 4       | 5       | 6       | 7       | 8       | 9       | 10      | Pontos | Pos. | Ref.  |
| ------------------------------ | ------ | ------- | ------- | ------- | ------- | ------- | ------- | ------- | ------- | ------- | ------- | ------ | ---- | ----- |
| Robert Lowrance Fua Logo Tavui | Star   | 23      | 23      | DNF     | 24      | 25      | 25      | 23      | 12      | 25      | 22      | 177    | 24º  | [ 8 ] |

Legenda
| Recorde mundial      | Recorde mundial (World record)               |                       | Recorde africano                      | Recorde africano (African) |                                           | Q | Classificado por posição (Qualified) |
| Recorde olímpico     | Recorde olímpico (Olympic record)            | Recorde da América    | Recorde da América (Americas)         | q                          | Classificado por melhor tempo (Qualified) |   |                                      |
| Melhor marca do ano  | Melhor marca do ano (World leading)          | Recorde asiático      | Recorde asiático (Asian)              | DNS                        | Não largou (Did not start)                |   |                                      |
| Recorde nacional     | Recorde nacional (National record)           | Recorde europeu       | Recorde europeu (European)            | DNF                        | Não terminou (Did not finish)             |   |                                      |
| Recorde pessoal      | Recorde pessoal do atleta (Personal best)    | Recorde da Oceania    | Recorde da Oceania (Oceania)          | DSQ / DQ                   | Desclassificado (Disqualified)            |   |                                      |
| Recorde da temporada | Recorde da temporada do atleta (Season best) | Recorde sul-americano | Recorde sul-americano (South America) | NM                         | Sem marca (No mark)                       |   |                                      |